# 里哈德·热姆利奇卡
里哈德·热姆利奇卡（捷克語：Richard Žemlička，1964年4月13日—），捷克男子冰球运动员。他曾代表捷克斯洛伐克、捷克参加1992年和1994年冬季奥林匹克运动会冰球比赛，其中1992年冬季奥运会获得一枚铜牌。